# Завадский, Дарюш
Дарюш Завадский (пол. Dariusz Zawadzki, род. 18 июня 1982, Краков) — польский футболист, выступавший на позиции полузащитника, и футбольный тренер. Чемпион Европы 2001 года среди юношей не старше 18 лет, вице-чемпион Европы 1999 года среди юношей не старше 17 лет. Действующий тренер краковского клуба «Гарбарня».

## Карьера
Игровую карьеру начинал в составе краковской «Вислы», 2 сентября 1999 года дебютировал в основном составе клуба в первом раунде Кубка Экстраклассы против «Руха» из Раздёнкува. В 2000 году в составе юниорского состава «Вислы» выиграл чемпионат Польши.
В 1999 году Завадский завоевал серебряные медали чемпионата Европы среди юношей до 16 лет (в финале Польша проиграла Испании со счётом 1:4), а в 2001 году выиграл чемпионат Европы среди юношей до 18 лет (в финале Польша победила Чехию со счётом 3:1). В том же 2001 году перешёл в гдыньскую «Арку». Позже выступал за клубы ЛКС (Лодзь), «Прошовянка» (Прошовице), «Краковия», второй состав «Вислы» (Краков) и «Тлоки» (Гожице). В составе «Краковии» выиграл Вторую лигу сезона 2002/2003 (формально — третья по статусу лига Польши). В сезоне 2005/2006 играл за клуб «Кмита» из Забежува, был его капитаном и выиграл с ним Вторую лигу в сезоне 2005/2006, выведя команду в Первую лигу. В 2007 году перешёл в плоцкую «Вислу».
Перед весенней частью сезона 2008/2009 он перешёл в клуб «Сандецья» из Второй лиги, который занимал 5-е место. По итогам розыгрыша клуб вышел в Первую лигу, а в 14 матчах Завадский забил два гола. Осенью сезона 2009/2010 он сыграл 19 матчей за «Сандецью», забив 5 голов и оформив шесть голевых передач. Позже продолжил карьеру в щецинской «Погони». Карьеру игрока завершил в 2015 году.
С сезона 2023 работает в структуре «Гарбарнии».

## Достижения

### Клубные
- Чемпион Польши среди юниоров[пол.]: 2000
- Победитель Второй лиги: 2002/2003[пол.], 2005/2006[пол.]

### В сборных
- Чемпион Европы среди юношей до 18 лет: 2001
- Вице-чемпион Европы среди юношей до 16 лет: 1999